# Matteo Badilatti
Matteo Badilatti (* 30. července 1992) je švýcarský profesionální silniční cyklista jezdící za UCI ProTeam Q36.5 Pro Cycling Team.

## Hlavní výsledky
2017
Tour du Jura
9. místo celkově
2018
Tour de Savoie Mont-Blanc
2. místo celkově
Tour de l'Ain
7. místo celkově
Kolem Chaj-nanu
8. místo celkově
Kolem Rakouska
9. místo celkově
2019
Tour du Rwanda
3. místo celkově
2020
Sibiu Cycling Tour
3. místo celkově
Tour de Hongrie
4. místo celkově
2021
Tour de l'Ain
3. místo celkově
2022
10. místo Classic Grand Besançon Doubs
2023
Tour du Rwanda
vítěz 6. etapy
Sibiu Cycling Tour
4. místo celkově
Kolem Turecka
5. místo celkově

### Výsledky na Grand Tours
| Grand Tour      | 2020 | 2021 | 2022 |
| --------------- | ---- | ---- | ---- |
| Giro d'Italia   | —    | 34   | —    |
| Tour de France  | —    | —    | —    |
| Vuelta a España | 110  | —    | —    |

| —   | Nezúčastnil se |
| DNF | Nedokončil     |